# Genac-Bignac
Genac-Bignac es una comuna nueva francesa situada en el departamento de Charente, de la región de Nueva Aquitania.

## Historia
Fue creada el 1 de enero de 2016, en aplicación de una resolución del prefecto de Mondongo de 10 de diciembre de 2015 con la unión de las comunas de Bignac y Genac, pasando a estar el ayuntamiento en la antigua comuna de Genac.

## Demografía
| Gráfica de evolución demográfica de Genac-Bignac entre 1800 y 2013 |
|                                                                    |

Los datos entre 1800 y 2013 son el resultado de sumar los parciales de las dos comunas que forman la nueva comuna de Genac-Bignac, cuyos datos se han cogido de 1800 a 1999, para las comunas de Bignac y Genac de la página francesa EHESS/Cassini. Los demás datos se han cogido de la página del INSEE.

## Composición
| Comuna delegada | Código INSEE | Población (2013) | Superficie (km²) | Densidad (hab./km²) |
| --------------- | ------------ | ---------------- | ---------------- | ------------------- |
| Bignac          | 16043        | 224              | 7.77             | 29                  |
| Genac           | 16148        | 751              | 25.84            | 29                  |